# National League 2019-2020 (Inghilterra)
La National League 2019-2020, conosciuta anche con il nome di Vanarama National League per motivi di sponsorizzazione, è stata la 41ª edizione del campionato inglese di calcio di quinta divisione, nonché il 16º con il formato attuale. 
In seguito all'emergenza sanitaria provocata dalla pandemia COVID-19, la National League, il 16 marzo 2020, ha deliberato la sospensione del campionato, in un primo momento fino al 3 aprile 2020 ed infine, il 31 marzo 2020, i club aderenti alla lega hanno votato per la chiusura definitiva della stagione. Il 17 giugno 2020, in una nuova votazione che ha visto coinvolte le società, è stato deciso di utilizzare la media punti, come criterio per la determinazione della classifica finale della competizione.
Il 1 luglio 2020, la Premier League ha stanziato 200.000 sterline in favore dei club della National League, grazie al quale è stato possibile disputare i play off.

## Squadre partecipanti
| Squadra              | Città                       | Stadio                  | Stagione precedente                         |
| -------------------- | --------------------------- | ----------------------- | ------------------------------------------- |
| Fylde                | Wesham                      | Damson Park             | 5º posto in National League                 |
| Aldershot Town       | Aldershot                   | Recreation Ground       | 21º posto in National League                |
| Barnet               | Londra (High Barnet)        | The Hive Stadium        | 12º posto in National League                |
| Barrow               | Barrow-in-Furness           | Holker Street           | 10º posto in National League                |
| Boreham Wood         | Borehamwood                 | Meadow Park             | 20º posto in National League                |
| Bromley              | Londra (Bromley)            | Hayes Lane              | 11º posto in National League                |
| Chesterfield         | Chesterfield                | Proact Stadium          | 14º posto in National League                |
| Chorley              | Chorley                     | Victory Park            | 2º posto in National League North, promosso |
| Dagenham & Redbridge | Londra (Barking e Dagenham) | Victoria Road           | 18º posto in National League                |
| Dover Athletic       | Dover                       | Crabble Athletic Ground | 13º posto in National League                |
| Eastleigh            | Eastleigh                   | Ten Acres               | 7º posto in National League                 |
| Ebbsfleet United     | Northfleet                  | Stonebridge Road        | 8º posto in National League                 |
| Halifax Town         | Halifax                     | The Shay                | 15º posto in National League                |
| Harrogate Town       | Harrogate                   | Wetherby Road           | 6º posto in National League                 |
| Hartlepool United    | Hartlepool                  | Victoria Park           | 16º posto in National League                |
| Maidenhead United    | Maidenhead                  | York Road               | 19º posto in National League                |
| Notts County         | Nottingham                  | Meadow Lane             | 23º posto in EFL League Two, retrocesso     |
| Solihull Moors       | Solihull                    | Damson Park             | 2º posto in National League                 |
| Stockport County     | Stockport                   | Edgeley Park            | 1º posto in National League North, promosso |
| Sutton United        | Londra (Sutton)             | Gander Green Lane       | 9º posto in National League                 |
| Torquay United       | Torquay                     | Plainmoor               | 1º posto in National League South, promosso |
| Woking               | Woking                      | Kingfield Stadium       | 2º posto in National League South, promosso |
| Wrexham              | Wrexham                     | Racecourse Ground       | 4º posto in National League                 |
| Yeovil Town          | Yeovil                      | Huish Park              | 24º posto in EFL League Two, retrocesso     |

## Classifica finale
Nota: a seguito della conclusione anticipata del torneo, la classifica tiene conto della media punti per partite disputate.
|  | Pos. | Squadra          | MP   | Pt | G  | V  | N  | P  | GF | GS | DR  |
|  | ---- | ---------------- | ---- | -- | -- | -- | -- | -- | -- | -- | --- |
|  | 1    | Barrow           | 1.89 | 70 | 37 | 21 | 7  | 9  | 68 | 39 | +29 |
|  | 2    | Harrogate Town   | 1.78 | 66 | 37 | 19 | 9  | 9  | 61 | 44 | +17 |
|  | 3    | Notts County     | 1.66 | 63 | 38 | 17 | 12 | 9  | 61 | 38 | +23 |
|  | 4    | Yeovil Town      | 1.62 | 60 | 37 | 17 | 9  | 11 | 61 | 44 | +17 |
|  | 5    | Boreham Wood     | 1.62 | 60 | 37 | 16 | 12 | 9  | 55 | 40 | +15 |
|  | 6    | Halifax Town     | 1.57 | 58 | 37 | 17 | 7  | 13 | 50 | 49 | +1  |
|  | 7    | Barnet           | 1.54 | 54 | 35 | 14 | 12 | 9  | 52 | 42 | +10 |
|  | 8    | Stockport County | 1.49 | 58 | 39 | 16 | 10 | 13 | 51 | 54 | −3  |
|  | 9    | Solihull Moors   | 1.45 | 55 | 38 | 15 | 10 | 13 | 48 | 37 | +11 |
|  | 10   | Woking           | 1.45 | 55 | 38 | 15 | 10 | 13 | 50 | 55 | −5  |
|  | 11   | Dover Athletic   | 1.42 | 54 | 38 | 15 | 9  | 14 | 49 | 49 | 0   |
|  | 12   | Hartlepool Utd   | 1.41 | 55 | 39 | 14 | 13 | 12 | 56 | 50 | +6  |
|  | 13   | Bromley          | 1.37 | 52 | 38 | 14 | 10 | 14 | 57 | 52 | +5  |
|  | 14   | Torquay Utd      | 1.33 | 48 | 36 | 14 | 6  | 16 | 56 | 61 | −5  |
|  | 15   | Sutton Utd       | 1.32 | 50 | 38 | 12 | 14 | 12 | 47 | 42 | +5  |
|  | 16   | Eastleigh        | 1.24 | 46 | 37 | 11 | 13 | 13 | 43 | 55 | −12 |
|  | 17   | Dag & Red        | 1.19 | 44 | 37 | 11 | 11 | 15 | 40 | 44 | −4  |
|  | 18   | Aldershot Town   | 1.18 | 46 | 39 | 12 | 10 | 17 | 43 | 55 | −12 |
|  | 19   | Wrexham          | 1.16 | 43 | 37 | 11 | 10 | 16 | 46 | 49 | −3  |
|  | 20   | Chesterfield     | 1.16 | 44 | 38 | 11 | 11 | 16 | 55 | 65 | −10 |
|  | 21   | Maidenhead Utd   | 1.08 | 41 | 38 | 12 | 5  | 21 | 44 | 58 | −14 |
|  | 22   | Ebbsfleet Utd    | 1.08 | 42 | 39 | 10 | 12 | 17 | 47 | 68 | −21 |
|  | 23   | Fylde            | 1.05 | 39 | 37 | 9  | 12 | 16 | 44 | 60 | −16 |
|  | 24   | Chorley          | 0.68 | 26 | 38 | 4  | 14 | 20 | 31 | 65 | −34 |

Legenda:
      Promosso in EFL League Two 2020-2021.
  Partecipa ai play-off.
      Retrocesso in National League North 2020-2021.
      Retrocesso in National League South 2020-2021.
Regolamento:
Tre punti a vittoria, uno a pareggio, zero a sconfitta.
In caso di arrivo di due o più squadre a pari punti, la graduatoria verrà stilata secondo i seguenti criteri:
- differenza reti
- maggior numero di gol segnati
- maggior numero di vittorie
- classifica avulsa

Note:

Ebbsfleet United retrocesso in National League South per peggior differenza reti rispetto all'ex aequo Maidenhead United.
A seguito dell'esclusione del Bury dalla EFL League One 2019-2020, la 21ª classificata non retrocede.

## Spareggi

### Play-off

#### Tabellone
|  | Quarti di finale | Quarti di finale | Quarti di finale |              |                | Semifinali     | Semifinali     | Semifinali |  |  | Finale | Finale | Finale |  |
|  |                  |                  |                  |              |                |                |                |            |  |  |        |        |        |  |
|  |                  |                  |                  |              |                | 2              | Harrogate Town | 1          |  |  |        |        |        |  |
|  |                  |                  |                  |              |                | 2              | Harrogate Town | 1          |  |  |        |        |        |  |
|  |                  |                  |                  | Boreham Wood | 0              |                |                |            |  |  |        |        |        |  |
|  | 5                | Boreham Wood     | 2                | Boreham Wood | 0              |                |                |            |  |  |        |        |        |  |
|  | 5                | Boreham Wood     | 2                |              |                |                |                |            |  |  |        |        |        |  |
|  | 6                | Halifax Town     | 1                |              |                |                |                |            |  |  |        |        |        |  |
|  | 6                | Halifax Town     | 1                |              | Harrogate Town | Harrogate Town | 3              |            |  |  |        |        |        |  |
|  |                  |                  |                  |              |                |                |                |            |  |  |        |        |        |  |
|  |                  |                  | Notts County     | Notts County | 1              |                |                |            |  |  |        |        |        |  |
|  |                  |                  |                  | Notts County | 1              |                |                |            |  |  |        |        |        |  |
|  |                  |                  |                  |              |                |                |                |            |  |  |        |        |        |  |
|  |                  |                  |                  |              |                |                |                |            |  |  |        |        |        |  |
|  |                  | 3                | Notts County     | 2            |                |                |                |            |  |  |        |        |        |  |
|  |                  |                  |                  | 2            |                |                |                |            |  |  |        |        |        |  |
|  |                  |                  |                  | Barnet       | 0              |                |                |            |  |  |        |        |        |  |
|  | 4                | Yeovil Town      | 0                | Barnet       | 0              |                |                |            |  |  |        |        |        |  |
|  | 4                | Yeovil Town      | 0                |              |                |                |                |            |  |  |        |        |        |  |
|  | 7                | Barnet           | 2                |              |                |                |                |            |  |  |        |        |        |  |

#### Quarti di finale
|              | Risultati |              | Luogo e data                |
| ------------ | --------- | ------------ | --------------------------- |
| Boreham Wood | 2-1       | Halifax Town | Borehamwood, 17 luglio 2020 |
| Yeovil Town  | 0-2       | Barnet       | Yeovil, 18 luglio 2020      |
|              |           |              |                             |

#### Semifinali
|                | Risultati |              | Luogo e data               |
| -------------- | --------- | ------------ | -------------------------- |
| Harrogate Town | 1-0       | Boreham Wood | Harrogate, 25 luglio 2020  |
| Notts County   | 2-0       | Barnet       | Nottingham, 25 luglio 2020 |
|                |           |              |                            |

#### Finale
|                | Risultati |              | Luogo e data                    |
| -------------- | --------- | ------------ | ------------------------------- |
| Harrogate Town | 3-1       | Notts County | Londra (Wembley), 2 agosto 2020 |
|                |           |              |                                 |